# Australien (kontinent)

En karta som visar kontinenten Australien, i detta fall inkluderande Nya Guinea och Tasmanien.

Kontinenten Australien består av den australiska fastlandsmassan (historiskt kallad Nya Holland) samt (ibland) Nya Guinea och Tasmanien.

## Omfattning
Kontinenten är till ytan den minsta av alla kontinenter, och utgör huvuddelen av landarealen i världsdelen Oceanien (tidigare benämnt Australien). Ibland inräknas endast den idag sammanhängande landmassan i det australiska kontinentalbegreppet, det vill säga exklusive omgivande öar som Tasmanien och Nya Guinea. Tasmanien åtskiljs från det australiska fastlandet av Bass sund och Nya Guinea av Torres sund; båda sunden var torrlagda under senaste istiden.
Ibland kallas Australien för ökontinent. Då avses landmassan Australien.
Då Australien definieras som en kontinent, så är Grönland världens största ö. 

## Andra namn[3]
Ett geologiskt begrepp för kontinenten – inklusive Nya Guinea – är Sahul. Detta gäller särskilt om den period under pleistocen, då havsnivån var betydligt lägre och det verkligen var en sammanhängande landmassa. 
Fastlandet i Australien har historiskt kallats Nya Holland (nederländska Nieuw Holland, engelska New Holland, latin Nova Hollandia). Nya Holland är varken synonymt med världsdelen Australien eller med landet Samväldet Australien, eftersom Nya Holland inte inbegriper öar såsom till exempel Tasmanien. Begreppet Nya Holland började användas efter Abel Tasmans besök på 1640-talet och upphörde runt 1810.